# Reichskrise des 3. Jahrhunderts

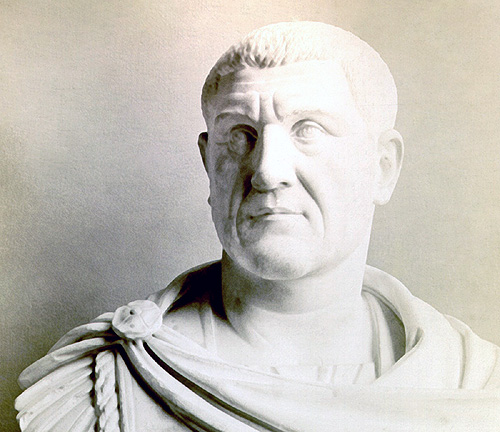
Maximinus „Thrax“, der erste Soldatenkaiser

Als Reichskrise des 3. Jahrhunderts bezeichnet die moderne Geschichtswissenschaft den Zeitraum von 235 bis 284/85 n. Chr. im Römischen Reich, als das Imperium mit einer Reihe von inneren und äußeren Krisen konfrontiert wurde. Diese Periode, die auch oft als Zeit der Soldatenkaiser bezeichnet wird, folgte im Anschluss an das Ende der Kaiserdynastie der Severer, die sich noch einmal als ein stabilisierender Faktor im Reich erwiesen hatte.
Mehrere neue germanische Großverbände sowie das in Mesopotamien aggressiv auftretende neupersische Sāsānidenreich bedrohten das Imperium Romanum, das dadurch zeitweise gleichzeitig Invasionen im Norden und Osten abwehren musste und damit an die Grenzen seiner militärischen Leistungsfähigkeit gelangte. Zahlreiche Usurpationen und Bürgerkriege, die temporäre Abspaltung von Reichsgebieten (Gallisches Sonderreich und das Teilreich von Palmyra) sowie regionale wirtschaftliche Probleme belasteten das Imperium zusätzlich, das um 260 den Höhepunkt der Krise durchlief. Durch mehrere tiefgreifende Reformen im administrativen und militärischen Bereich konnte der römische Staat aber schließlich ebenso wie das Kaisertum wieder stabilisiert werden. Diese Endphase des Prinzipats endete mit dem Regierungsantritt Kaiser Diokletians im Jahr 284, dem eine Stabilisierung des Kaisertums gelang und mit dem in der Regel der Beginn der Spätantike verknüpft wird.
Die römische Geschichte des 3. Jahrhunderts ist seit Jahren Gegenstand einer lebhaften Forschungsdiskussion. Manche Forscher folgen der traditionellen Sichtweise und gehen davon aus, dass es zu einem vollständigen Niedergang und einer Systemkrise des Reiches kam, die alle Lebensbereiche tangierte. Andere sind wesentlich vorsichtiger und stellen zwar die diversen Krisenerscheinungen besonders für die Jahre um 260 nicht in Frage, sehen den Zeitraum aber eher als eine Transformationsphase der antiken Welt hin zur Spätantike, in der es auch vielversprechende Ansätze zur Bewältigung der „Krise“ gegeben habe; zudem hätten mehrere Provinzen des Imperiums in dieser Zeit sogar eine regelrechte Blüte erlebt. Einige Forscher wiederum bezweifeln grundsätzlich die Anwendbarkeit des Begriffes „Krise“ auf die Zustände des 3. Jahrhunderts. Umstritten ist aufgrund der engen Verzahnung innen- und außenpolitischer Probleme auch, ob die Krisenphase durch interne Entwicklungen oder externe Faktoren ausgelöst worden war.

## Geschichte der „Reichskrise“

### Von Maximinus „Thrax“ bis Valerian

#### Der erste Soldatenkaiser? Maximinus und das Sechskaiserjahr

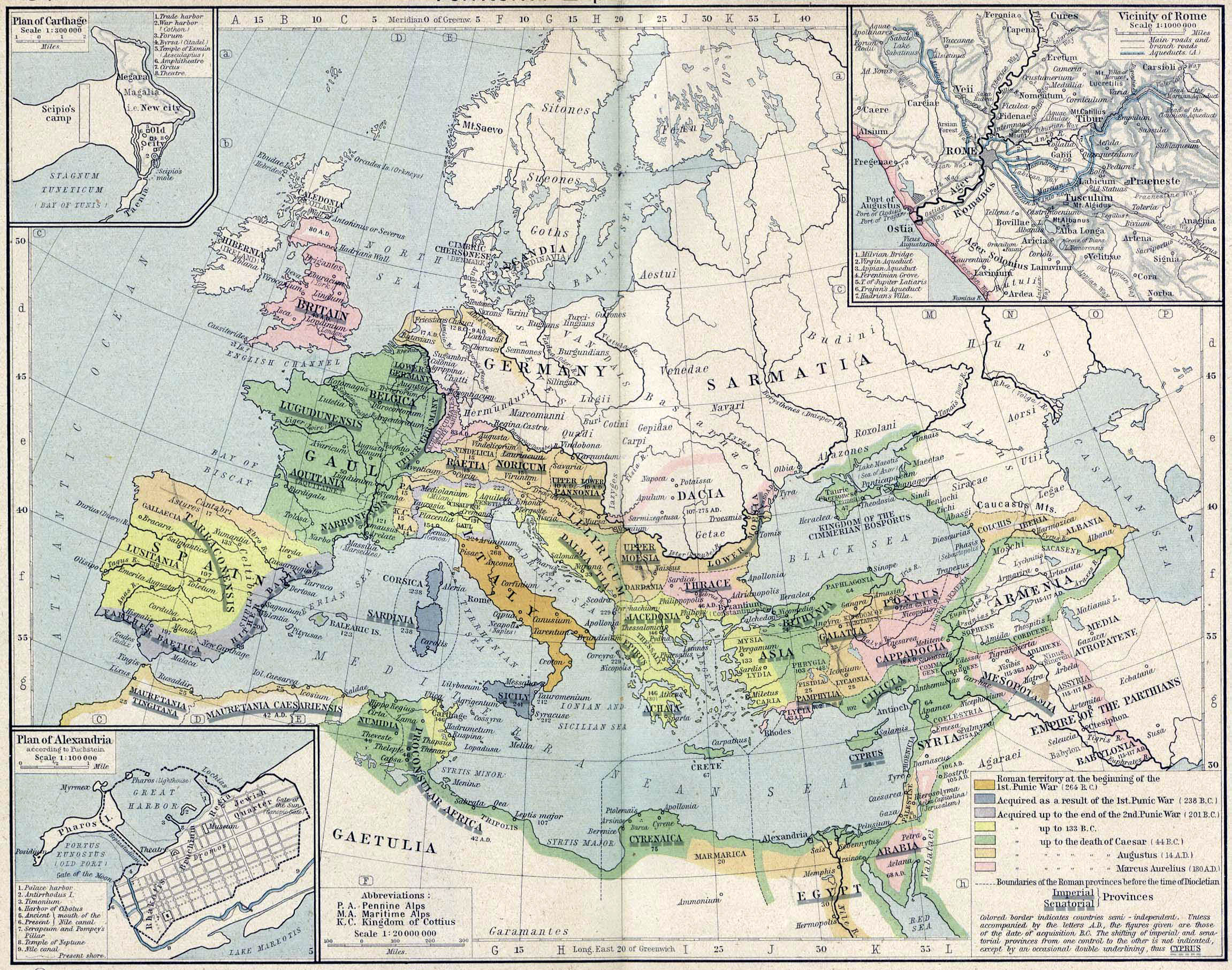
Die Expansion des Römischen Reiches bis zum Ende des 2. Jahrhunderts n. Chr.

Nachdem das Imperium Romanum nach den Wirren des zweiten Vierkaiserjahres (193) in der Regierungszeit des Septimius Severus noch einmal stabilisiert worden war, entglitt den späteren Severern immer mehr die Kontrolle. Das Heer, verwöhnt durch hohe Donative und eine Erhöhung des Jahressolds, war für die Kaiser eine entscheidende Stütze ihrer Herrschaft, wurde aber immer schwerer kontrollierbar. Um 194 ließ Septimius Severus den Silbergehalt des Denars um ein Drittel verringern. Dadurch konnte er die Geldmenge ausweiten. Den Jahressold der Legionäre konnte er so von einst 250 auf 500 Denare anheben. Die Kaufkraft des Denars sank gegenüber dem Wert zur Zeit des Augustus allerdings um die Hälfte. Auch in der Folgezeit, verstärkt seit 238, ging die Geldentwertung unaufhörlich weiter.
Der junge, unerfahrene und eher schwache Kaiser Severus Alexander wurde im Jahr 235 bei Mogontiacum (Mainz) durch aufständische Truppen ermordet. An seiner Stelle wurde der Offizier Maximinus Thrax zum neuen Imperator ausgerufen. Mit ihm beginnt in der Forschung traditionell die Reihe der sogenannten Soldatenkaiser.
Mehrere Details in Bezug auf Maximinus sind unklar, da die Quellen parteiisch gefärbt sind. Er war offenbar kein Senator, sondern gehörte nur (wie schon Macrinus) dem Ritterstand an. Zudem stammte er aus einer Familie, die wohl erst seit relativ kurzer Zeit das römische Bürgerrecht besaß, wenngleich seine Frau offenbar der Nobilität angehörte. Sein Verhältnis zum Senat war schlecht, da er darauf verzichtete, nach Rom zu ziehen und dem Organ mehr als nur oberflächlichen Respekt zu zeigen. Obwohl der Senat in der Kaiserzeit faktisch machtlos war, genoss er noch immer einen hohen symbolischen Stellenwert. Aber auch im Heer herrschte teils offenbar einige Unruhe, denn die Quellen berichten von Umsturzversuchen durch bei Mainz stationierte Truppen sowie im Osten, wenngleich beide Versuche (wenn sie überhaupt historisch sind) fehlschlugen. Maximinus konnte seine Macht erst nach und nach sichern und vergab Geldgeschenke an die Soldaten sowie an die Stadtbevölkerung von Rom. 235/36 führte er schließlich mehrere erfolgreiche, recht brutal geführte Feldzüge gegen die Germanen am Rhein durch. In diesen Kontext ist wahrscheinlich ein 2008 entdecktes antikes Schlachtfeld bei Kalefeld in Niedersachsen einzuordnen; trifft dies zu, so stießen Maximinus’ Truppen fast bis an die Elbe vor.
Gegen Maximinus, dessen Verhältnis zu vielen Senatoren sich auch in der Folgezeit offenbar nicht entspannt hatte, kam es 238 zu einer Revolte in der reichen Provinz Africa. Offenbar hatte Maximinus notgedrungen den Steuerdruck weiter erhöht, um die Legionen bezahlen zu können, wodurch in den Provinzen Unruhe entstand. Auch der Senat bezog gegen den Kaiser Stellung, zumal der in Africa ausgerufene Gegenkaiser Gordian I. über gute Kontakte nach Rom verfügte und Maximinus’ dortige Anhänger (so den Prätorianer- und den Stadtpräfekten) ermorden ließ. Auch etwa die Hälfte der Provinzen fiel vom Kaiser ab. Gordian ernannte seinen gleichnamigen Sohn zum Mitkaiser, doch dieser unterlag im Frühjahr 238 loyalen Truppen und wurde getötet; kurz darauf beging der verzweifelte Gordian I. Suizid. Der Senat, der mit Strafmaßnahmen des bereits auf dem Vormarsch befindlichen Maximinus rechnen musste, ernannte daraufhin mit den angesehenen Senatoren Pupienus und Balbinus zwei eigene „Senatskaiser“ – ein mehr als ungewöhnlicher Vorgang. Allerdings kam es in Rom daraufhin zu Unruhen, deren Ziel die Erhebung eines Kaisers war, der mit den Gordiani verwandt war. Notgedrungen erhob man den sehr jungen Gordian III., den Enkel Gordians I., zum Caesar, während Pupienus und Balbinus die Regierungsgeschäfte leiten sollten.
Pupienus marschierte nun gegen Maximinus, der bei der Belagerung von Aquileia festsaß und schließlich von unzufriedenen Soldaten zusammen mit seinem Sohn ermordet wurde. Aber auch nach dem Tod des Maximinus kehrte keine Ruhe ein, vielmehr kam es nun zu Streitigkeiten zwischen Pupienus und Balbinus. Die Prätorianergarde, ein wichtiger Machtfaktor in Rom, bedrohte zusätzlich die Autorität der neuen Regierung. Die Garde war offenbar mit der Erhebung der neuen Senatskaiser nicht einverstanden, eventuell fürchtete man auch die Ersetzung durch eine neue Gardeeinheit. Noch im Jahr 238 verübten Prätorianer daher ein erfolgreiches Attentat auf Pupienus und Balbinus, im Anschluss daran erhoben sie Gordian III. zum neuen Kaiser (Augustus). Dieser, ein blutjunger Mann aus senatorischem Adel, orientierte sich in seiner Herrschaftspraxis wieder stärker am severischen Prinzipat.

#### Rom in der Defensive: Die ersten Angriffe derSkythaiund der Aufstieg des Sāsānidenreichs
Auch nach dem Ende der Wirren des Sechskaiserjahres 238 stabilisierte sich die Lage nur vorübergehend: Die wirtschaftliche Situation war durch die hohen Ausgaben für den Krieg gegen Maximinus angespannt, hinzu kam die Bedrohung von außen. Am Rhein übten vor allem die Alamannen Druck aus, während an der Donau die Goten aufgetaucht waren und dort für Unruhe sorgten. Zwar waren diese Gebiete schon seit langer Zeit bedroht, im Grunde war die Situation also nicht neu, aber die Intensität der Angriffe nahm offenbar zu. Vor allem bildeten sich nun größere Stammeskonföderationen (gentes wie die Alamannen und Franken), deren Schlagkraft beträchtlich war und deren Ethnogenese wohl auch durch die Auseinandersetzung mit Rom vorangetrieben wurde. 238 brach der sogenannte „Gotensturm“ los: Die Goten begannen erste Angriffe auf römisches Gebiet und eroberten die südlich der Donau gelegene Stadt Histros, während die Karpen in die Provinz Moesia inferior (Niedermösien) einfielen.
Die Geschichte der Kämpfe gegen diese germanischen Invasoren, die von den „klassizistisch“ orientierten griechischen Autoren im Rückgriff auf die traditionelle Ethnographie als Skythai bezeichnet wurden, schilderte der Geschichtsschreiber Dexippos in seinem (nur fragmentarisch erhaltenen) Werk Skythika. Für Dexippos soll das Jahr 238 den Beginn des „skythischen Krieges“ markiert haben. Bis 248 verhielten sich die Goten wieder ruhig, während die Karpen ihre Angriffe fortsetzten.
Die Abwehrkämpfe, die Rom seit den 30er Jahren des 3. Jahrhunderts an der Donau zu bestehen hatte, waren jedoch nicht vergleichbar mit einer anderen Bedrohung, die dem Imperium fast zeitgleich im Osten erwuchs. Dort stellte das neupersische Sāsānidenreich eine weitaus größere Gefahr für Rom dar, als es die – wenigstens zunächst – vereinzelten Vorstöße germanischer Stämme waren. Die Sāsāniden hatten 224 bzw. 226 die Arsakiden gestürzt. Das Sāsānidenreich, das auch auf ein altes kulturelles Erbe zurückblicken konnte, sollte 400 Jahre lang der große Rivale Roms im Osten sein (zu den diesbezüglichen Kampfhandlungen siehe Römisch-Persische Kriege). Der persische König Ardaschir I., der durch militärische Erfolge wohl auch seine Legitimation unter Beweis stellen wollte, war bereits zur Zeit des Severus Alexander auf römisches Gebiet vorgestoßen, wohl 236 fielen die strategisch wichtigen Städte Nisibis und Karrhai an die Perser. Gemeinhin wird angenommen, dass die Gründung des Neupersischen Reiches für die Römer weitreichende Konsequenzen gehabt habe, doch ist diese Ansicht jüngst bezweifelt worden, da die Aggression (zumindest später) oftmals eher von römischer Seite als von den Sāsāniden ausgegangen ist.

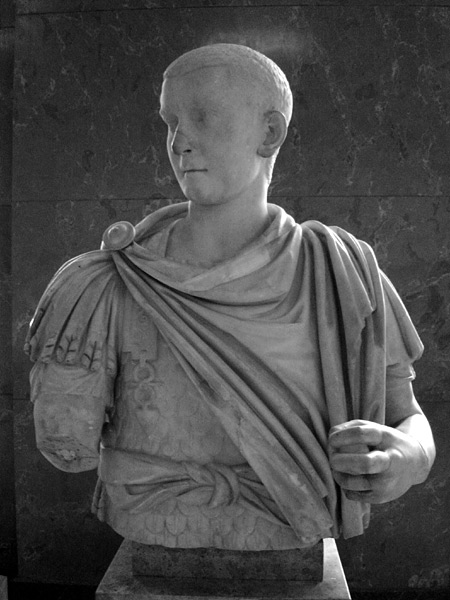
Gordian III.

Gordian III. bemühte sich offenbar um ein gutes Verhältnis zum Senat sowie um das Wohlwollen der stadtrömischen Bevölkerung. Er erhob 241 Timesitheus zum Prätorianerpräfekten, dieser dominierte fortan die Regierungsgeschäfte; Gordian heiratete auch im selben Jahr dessen Tochter. Außenpolitisch blieb die Ostgrenze Roms ein Brennpunkt: Den Sāsāniden war es 240/41 gelungen, die bedeutende Stadt Hatra zu erobern, Hauptstadt des gleichnamigen Königreichs. Ob die Sāsāniden wirklich, wie von westlichen Quellen unterstellt, Ansprüche auf Territorien des alten Achämenidenreichs erhoben haben, ist jedoch fraglich und in der Forschung sehr umstritten. Genauere Kenntnisse der älteren Geschichte können bei den Sāsāniden nicht zwingend vorausgesetzt werden. Es könnte sich daher auch um eine römische Interpretation handeln. Der Untergang des Königreichs Hatra, das als ein wichtiger Pufferstaat in der römisch-persischen Grenzzone fungiert hatte, war der Grund für den Ausbruch neuer Kampfhandlungen zwischen Rom und Persien, die mit viel Symbolik verbunden waren: Gordian ließ die Tore des Janustempels in Rom öffnen, um zu unterstreichen, dass sich Rom im Krieg befand. Er bat zudem um den Beistand der Göttin Athene, die den Griechen in den Perserkriegen beigestanden habe, indem er in Rom einen Kult für die mit Athena identifizierte Göttin Minerva stiftete. Schließlich begab er sich 243 mit Timesitheus in den Osten des Reiches. Nach ersten Erfolgen, in deren Verlauf jedoch Timesitheus verstarb, erlitten die Römer in der Schlacht von Mesiche (wohl im Februar) 244 eine schwere Niederlage gegen die Perser unter ihrem neuen König Schapur I. Entweder infolge der Kämpfe oder aufgrund einer Intrige des neuen Prätorianerpräfekten Philippus Arabs kam Gordian ums Leben.
Philippus, der arabischer Herkunft und Sohn eines Scheichs war, trat die Nachfolge Gordians an. Eine seiner ersten Maßnahmen war es, Frieden mit Persien zu schließen, offenbar erkauft mit hohen Geldzahlungen. Philippus war sehr auf die Legitimierung seiner Herrschaft bedacht und pflegte zum Senat anscheinend ein gutes Verhältnis. Den verstorbenen Gordian ließ er zum divus erheben; und er knüpfte wie dieser demonstrativ an severische Traditionen an. Dennoch kam es im Verlauf seiner Regierungszeit zu mehreren Erhebungen, die zwar (bis auf die letzte 249) relativ rasch niedergeschlagen werden konnten, aber doch einige Kräfte banden. 248 beging Philippus mit großem Aufwand die 1000-Jahr-Feier Roms, die nicht zuletzt propagandistischen Wert hatte. Vermutlich in diesem Zusammenhang fertigte Asinius Quadratus eine 1000-Jahr-Geschichte Roms an, die aber (bis auf wenige Fragmente) nicht erhalten ist. Die außenpolitische Lage blieb weiter angespannt, aber noch kontrollierbar: 245/46 führte Philippus erfolgreich Krieg gegen die Karpen im Donauraum, die schließlich Frieden schließen mussten. Die Donaugrenze blieb auch weiterhin eine der am meisten gefährdeten Grenzregionen, denn nach den Karpen griffen 248 auch die Skythai, also die Goten, wieder an und fielen in Thrakien ein. Sie belagerten auch die Stadt Marcianopolis, zogen aber schließlich ab. 249 kam es dann zur Usurpation eines Heerführers: Decius, der wohl erfolgreich gegen Germanen an der Donau vorgegangen war, ließ sich von seinen Truppen zum Kaiser ausrufen. Philippus fiel kurz darauf im Kampf gegen Decius.

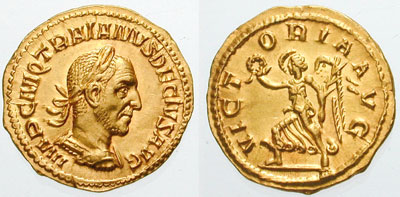
Aureus des Decius, auf dem dessen Siege gefeiert werden

Decius, der sich als Kaiser den programmatischen Beinamen Traianus zulegte, stammte aus der senatorischen Oberschicht. Offenbar war er recht traditionalistisch veranlagt, denn er bemühte sich sehr um die Pflege der traditionellen Götterkulte und ging rigoros gegen Christen vor. Ein von ihm 250 erlassenes Opferedikt sollte alle Reichsbewohner zur Loyalitätskundgebung durch ein Götteropfer vor einer Kommission zwingen. Bei Widerspruch kam es zu Verhaftungen und Besitzkonfiszierungen, und es entwickelte sich faktisch die erste reichsweite Christenverfolgung. Wenig realistisch erscheint in der neueren Forschung, dass die Anwendung des Edikts gegen das Christentum von vornherein intendiert war; vielmehr scheint sich diese Lesart erst mit der Opferverweigerung erster Christen ergeben zu haben. Eine Religion wie das Christentum, die im Gegensatz zu den traditionellen Götterkulten stand, musste dem Traditionalisten Decius als Provokation erscheinen, kam doch den Göttern als Beschützern Roms eine wichtige Funktion im römischen Staat zu. Die Christen waren zunächst völlig überrascht. Während eine große Anzahl von ihnen sich mit der Situation arrangierten und entweder das Opfer darbrachten oder sich durch Bestechung davon befreien ließen (lapsi), erlitten auch mehrere den Tod oder starben infolge der Haftbedingungen, darunter der bedeutende Gelehrte Origenes. Entscheidend getroffen wurde das Christentum kaum, schon allein wegen der Kürze der Aktion: Decius sah sich aufgrund der Lage im Donauraum bald gezwungen, gegen die dortigen Goten vorzugehen, die bereits unter einem gewissen Ostrogotha römisches Gebiet überfallen hatten. 251 unternahm Decius einen Feldzug gegen sie, wurde aber von deren König Kniva geschlagen und kam zusammen mit seinem Sohn Herennius Etruscus ums Leben.
Nachfolger des Decius wurde Trebonianus Gallus, einer der wenigen Soldatenkaiser, die aus Italien stammten. Er musste den Goten sehr weitreichende Zugeständnisse machen. Gallus sah sich auch mit weiteren Problemen konfrontiert: Die Cyprianische Pest, eine Seuche, die ihren Ursprung wohl im heutigen Äthiopien hatte, breitete sich bis nach Nordafrika aus und scheint auch auf weiter nördlich gelegene Regionen übergegriffen zu haben. Im Osten setzten die Sāsāniden ihre Angriffe auf die römischen Orientprovinzen fort; persische Truppen stießen 252 in das römische Mesopotamien vor und besetzten Armenien. Währenddessen scheinen im Norden die Alamannen aktiv geworden zu sein. Gallus blieb nicht mehr die Zeit, auf diese Bedrohungen zu reagieren, denn er wurde bereits 253 infolge der Usurpation des Aemilianus getötet. Aemilianus konnte sich nur wenige Wochen an der Macht halten; ihm trat der Befehlshaber Valerian, den noch Trebonianus Gallus zur Hilfe gerufen hatte, in Italien entgegen, und Aemilianus wurde von seinen eigenen Truppen ermordet. Mit dem neuen Kaiser Valerian stabilisierte sich die Lage zwar vorläufig, jedoch sollte das Reich erst während seiner Regierungszeit eine massive Eskalation der Probleme und die eigentliche Krisenzeit erleben.

### Von Valerian zu Claudius Gothicus: Äußere Bedrohung und innere Unruhe

#### Valerian und Gallienus: Der vergebliche Versuch einer Stabilisierung des Reichs

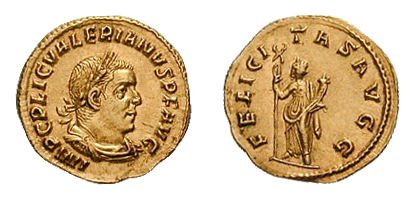
Valerian auf einem Aureus mit der Göttin Fortuna

Der 253 an die Macht gekommene Valerian stammte wohl aus einer angesehenen senatorischen Familie, doch ist über sein Verhältnis zum Senat kaum etwas bekannt. Er hielt sich auch kaum in Rom auf, sondern wandte seine Aufmerksamkeit sofort der Bedrohung an den Grenzen zu, die nach Ansicht mancher Forscher sogar den eigentlichen Auslöser für die Krise darstellte. Einen besonders bedrohten Teil der Reichsgrenze stellte weiterhin der Balkanraum dar. Die Goten versuchten sich, zunächst zusammen mit dem Stamm der Boraner operierend, nun sogar als Seeräuber. 254 tauchten sie in der Ägäis auf und landeten bei Thessalonike. Nachdem Pityus im Pontos schon 254/55 erfolglos von den Boranern angegriffen worden war, fiel die Stadt 256 in die Hände der angreifenden Boraner und Goten, was sich stark demoralisierend auf die römischen Truppen in Kleinasien auswirkte; sogar Trapezunt wurde von gotischen Seeräubern geplündert. Städte, die aufgrund der Pax Romana seit Jahrhunderten keine Mauern gebraucht hatten, mussten nun notdürftig befestigt werden.
Noch bedrohlicher war die Lage im Osten. Die Sāsāniden, die schon in den 30er Jahren des 3. Jahrhunderts mehrere Offensiven gegen die Römer unternommen hatten, begannen unter Schapur I. 253 oder vielleicht schon 252, offenbar die Wirren im Imperium nutzend, eine Großoffensive. Nachdem die Euphratlinie gesichert war, besiegte Schapur bei Barbalissos ein großes römisches Heer und stieß nach Syrien vor. Über diese Vorgänge informiert vor allem der dreisprachige Tatenbericht Schapurs, die sogenannten res gestae divi Saporis, der durch westliche Quellen ergänzt wird. Persischen Truppen gelang es sogar, Antiochia, eine der bedeutendsten und größten Städte des Imperiums, kurzzeitig zu erobern; bald darauf zog Schapur vorerst wieder ab. Die persische Offensive hatte zum weitgehenden Zusammenbruch der römischen Orientverteidigung geführt. Anscheinend waren die römischen Truppen zu keiner koordinierten Abwehr mehr in der Lage, denn der lokale Machthaber Uranius Antoninus, der Priesterkönig von Emesa, organisierte nun die Verteidigung gegen die Perser, wobei er in eine (mehr oder weniger offene) Konkurrenz zum legitimen Kaiser trat. Durch den frühen Tod des Priesterkönigs blieb dies zwar ohne Auswirkung, doch weist dieses Ereignis auf die folgende Entwicklung hin, die zur Bildung des Teilreichs von Palmyra führte.
256, im selben Jahr, in dem die Goten die Küste Kleinasiens heimsuchten, fiel erneut ein persisches Heer in Mesopotamien ein. Den Persern gelang nicht nur die Besetzung der Festung Circesium, sondern vor allem die Eroberung und Zerstörung der Festung Dura Europos, die eine Schlüsselrolle in der römischen Orientverteidigung spielte. Ein weiteres Vordringen der Sāsāniden konnte zwar von römischen Truppen verhindert werden, die wohl die Perser zum Rückzug zwangen. Dennoch hinterließ der äußere Druck deutliche Spuren: Mehrere Legionen wurden förmlich an den Fronten im Norden und Osten aufgerieben, auch wenn es zu einigen Lösungsansätzen kam, wie der Bildung einer berittenen Eingreifreserve, die an Brennpunkten eingesetzt werden konnte.
257 waren die Grenzen noch einmal kurzfristig stabilisiert worden. Dennoch befand sich das Reich in einer prekären Lage, denn weder an Rhein und Donau noch im Osten war die äußere Bedrohung beseitigt. Im Sommer 257 leitete Valerian, wohl aus Sorge um den „göttlichen Schutz Roms“ und in Anknüpfung an die Politik des Decius, eine neue Christenverfolgung ein. Es kam zu einer ganzen Reihe von Todesurteilen, aber auch zu Verbannungen und Konfiszierungen. Daher wurden in der Forschung oft auch fiskalische Motive vermutet. Der teils sehr blutigen valerianischen Verfolgung fiel unter anderem Cyprian von Karthago zum Opfer; eine Zurückdrängung der christlichen Gemeinden wurde aber nicht erreicht. Die Verfolgung wurde erst 260 von Valerians Sohn Gallienus beendet.
Gallienus, seit 253 Mitkaiser, war von Valerian die Aufgabe übertragen worden, sich um die Verteidigung des Westens zu kümmern. Auch dort blieb die Lage weiter angespannt, wie ein Einbruch germanischer Stämme nur allzu deutlich zeigte: Die Franken drangen 257 oder 259 am Oberrhein auf römisches Gebiet vor und gelangten bis nach Hispanien, während die Alamannen 259/60 im Rahmen des sogenannten Limesfall den obergermanisch-raetischen Limes überwanden, nachdem die dort stationierten römischen Truppen aufgrund der inneren Konflikte wohl schon vorher weitgehend abgezogen worden waren. Die Alamannen stießen bis nach Oberitalien vor, wo Gallienus sie (wohl Mittsommer) 260 in der Nähe von Mailand besiegte. In der Folgezeit mussten die Römer jedoch das sogenannte Dekumatland räumen. Auch eine größere Gruppe Juthungen überwand die römische Grenzverteidigung, bevor sie in der Nähe von Augsburg geschlagen wurde, wie der sogenannte Augsburger Siegesaltar beweist.
In Kleinasien rührten sich zudem wieder die Goten. 258 griffen sie mehrere kleinasiatische Städte an und plünderten die eroberten Städte; unter anderem fielen ihnen Chalkedon, Nikaia und Nikomedia zum Opfer. 259 trat ihnen Valerian im Norden Kleinasiens entgegen, doch hatten sie sich da schon zurückgezogen. Derweil plante Valerian im Osten das weitere Vorgehen gegen die Perser, doch kam ihm Schapur mit einer Offensive im Jahr 260 zuvor. Im Frühsommer 260 wurde die römische Armee, die Valerian persönlich ins Feld geführt hatte, in der Schlacht von Edessa vernichtend geschlagen, und Valerian geriet in persische Gefangenschaft, aus der er nicht mehr freikommen sollte. Im Tatenbericht Schapurs ist zur Gefangennahme Valerians – ein einmaliger und für die Römer zutiefst demütigender Vorgang – vermerkt:

„Im dritten Feldzug, als wir gegen Karrhai und Edessa vorstießen und Karrhai und Edessa belagerten, da marschierte Kaiser Valerian gegen uns, und es war mit ihm eine Heeresmacht von 70.000 Mann. Und auf der jenseitigen Seite von Karrhai und Edessa hat mit Kaiser Valerian eine große Schlacht für Uns stattgefunden, und Wir nahmen Kaiser Valerian mit eigenen Händen gefangen und die Übrigen, den Prätorianerpräfekten und Senatoren und Offiziere, alle welche auch immer Führer jener Heeresmacht waren, alle diese ergriffen Wir mit den Händen und deportierten sie in die Persis.“

Valerian wurde zusammen mit mehreren anderen römischen Gefangenen nach Persien deportiert und starb in der Gefangenschaft. Die katastrophale Niederlage Valerians hatte noch weiterreichende Konsequenzen, da den Persern nun faktisch keine römische Armee mehr in Mesopotamien gegenüberstand, von kleineren Verbänden abgesehen. Die römischen Orientprovinzen standen den Persern offen. Offensichtlich verlor Rom kurzzeitig die Kontrolle über einen nicht geringen Teil dieser Grenzzone. In mehreren spätantiken Quellen (freilich nicht in der senatsfreundlichen Historia Augusta) wurden denn auch Valerian schwere Vorwürfe gemacht. Sein Nachfolger Gallienus stand vor einer großen Herausforderung.

#### Die Alleinherrschaft des Gallienus: Der Höhepunkt der „Reichskrise“

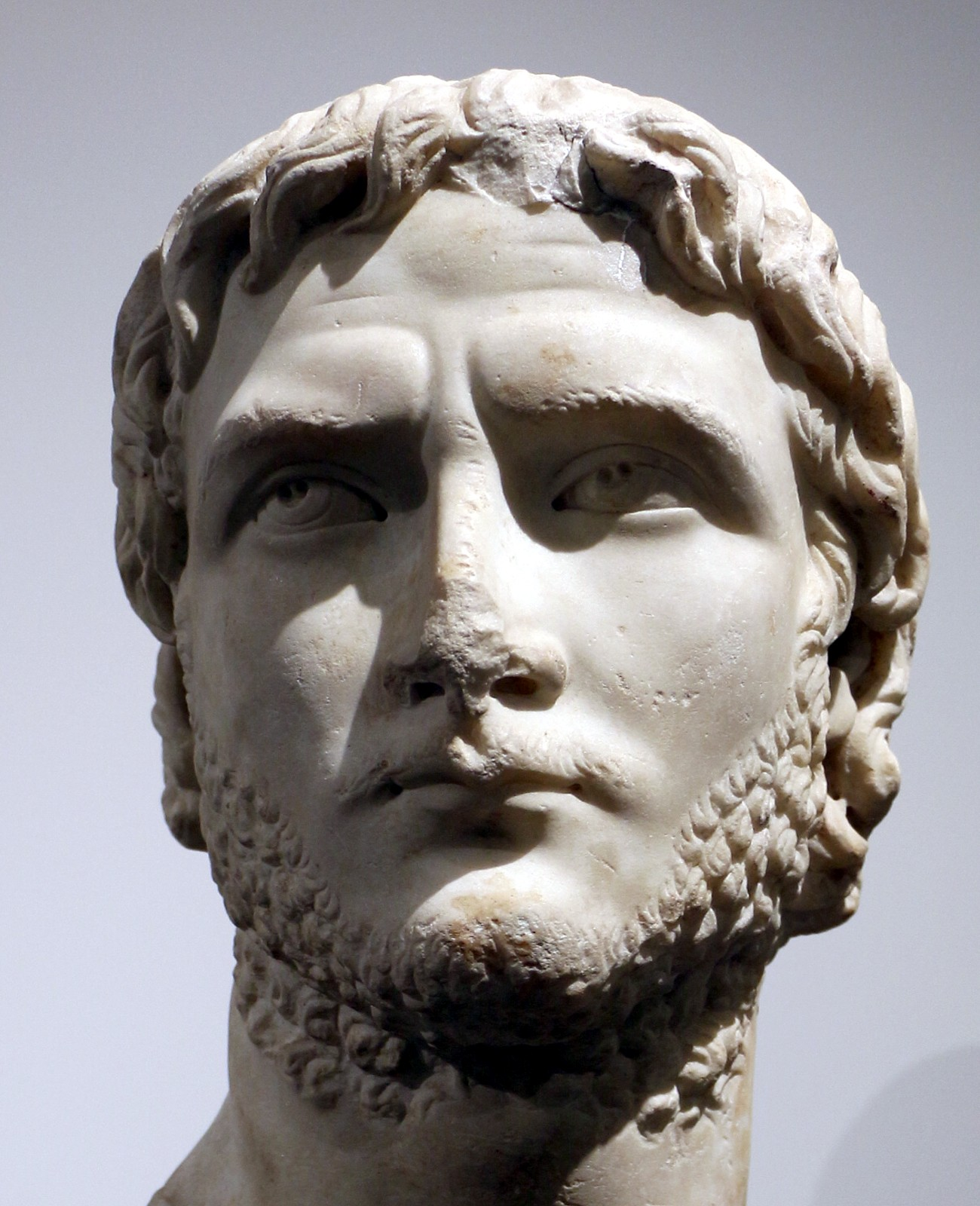
Kaiser Gallienus, Büste in Rom, Antiquarium del Palatino

Als die Alleinherrschaft des Gallienus (260 bis 268) begann, erreichte die Krise ihren Höhepunkt. Seine Handlungsmöglichkeiten waren begrenzt, denn fast zeitgleich wurden die Grenzen im Westen wie im Osten von Feinden bedrängt. Infolge der Gefangennahme Valerians kollabierte die restliche römische Grenzverteidigung im Orient weitgehend. Es kam zu einigen (allerdings nur kurzzeitigen) Usurpationen im Osten; so wurde Macrianus Minor zum Kaiser erhoben, doch unterlag er bereits 261 einem loyalen Heer. Gallienus unternahm (soweit aus den Quellen erkennbar) nichts, um seinen Vater frei zu bekommen; Valerian wurde wie ein toter Kaiser behandelt. Die Christenverfolgung wurde beendet und Gallienus kehrte zur alten Rechtspraxis zurück, die seit Trajan galt und trotz prinzipieller Strafbarkeit keine gezielte Verfolgung der Christen vorsah.
Im Inneren kam das Reich nicht zur Ruhe, denn es erfolgten mehrere Usurpationsversuche: 260 erhoben sich Ingenuus auf dem Balkan und Regalianus im Donauraum; beide Usurpationen wurden niedergeschlagen. Diese und weitere lokal begrenzte Erhebungsversuche, die weitere Kräfte banden, zeigen ein fundamentales Problem der Soldatenkaiserzeit, besonders ab den 50er Jahren des 3. Jahrhunderts: Schon in den ersten Jahren der Soldatenkaiserzeit war es in oft schneller Folge immer wieder zum Wechsel der Herrscher gekommen, von denen kaum einer eines natürlichen Todes starb.
Vor allem offenbarte sich zunehmend die inhärente Problematik des „Akzeptanzsystems“ des Prinzipats: Da die Position des Monarchen staatsrechtlich nicht vorgesehen war, ruhte die Legitimität jedes princeps grundsätzlich nur auf der Zustimmung von Heer, Senat und Bevölkerung von Rom. Verließ den Herrscher der Erfolg, musste er damit rechnen, von einem Gegenkaiser herausgefordert zu werden. Nun aber wurden die Kaiser meist alleine von Heeresgruppen bestimmt, die miteinander rivalisierten und daher oft unterschiedliche Kandidaten bevorzugten. Zugleich strebten gerade die römischen Truppen in Kampfzonen nach „Kaisernähe“. Wenn der princeps gerade an anderer Stelle gebunden war, neigten sie dazu, erfolgreiche Feldherren zu Kaisern auszurufen, was zu Bürgerkriegen führte, die wiederum die Abwehrkraft gegen äußere Feinde verringerten. Der jeweilige Sieger im Bürgerkrieg konnte sich dann wieder nur um eine Front gleichzeitig kümmern und musste daher erneut Feldherren entsenden, die im Erfolgsfall wiederum nur allzu leicht nach der Macht greifen konnten. Daher drohte besonders von den drei großen Heeresverbänden an Rhein, Donau und Euphrat (teils auch in Britannien) jederzeit eine Usurpation. Diese direkte und potentiell existentielle Bedrohung des Kaisertums erschwerte es Gallienus erheblich, seine Herrschaft zu stabilisieren.
Die römischen Abwehrbemühungen gegen die Perser, die 260 Antiochia ein zweites Mal eingenommen hatten, erwiesen sich als recht ineffektiv, bis der Exarch (und spätere König) von Palmyra, Septimius Odaenathus, faktisch den Oberbefehl im Orient übernahm. Dieser hatte vorher wohl versucht, mit Schapur eine Übereinkunft zu erzielen, was aber scheiterte. Gallienus versah ihn nun mit dem imperium maius für den Osten und machte ihn als corrector totius Orientis zu seinem faktischen Stellvertreter dort. Gallienus blieb kaum eine andere Wahl, denn die Machtstellung des Odaenathus war ein unausweichliches Faktum und die römischen Ressourcen reichten nicht aus, um gleichzeitig gegen die Germanen, das gallische Sonderreich (siehe unten) und die Perser vorzugehen. Tatsächlich gelang es den palmyrenischen Truppen, die Perser, die durch die vorangegangenen Kämpfe geschwächt waren und nicht mit einem Angriff aus dieser Richtung gerechnet hatten, zurückzuwerfen: 262/63 stieß Odaenathus bis zur persischen Hauptresidenz Ktesiphon vor. Offenbar unterstellten sich während dieses Feldzugs, der vor allem dem Zweck diente, die 260 verlorenen Provinzen wieder für Rom zu sichern, auch reguläre römische Truppen seinem Kommando. Tatsächlich mussten sich die Perser zurückziehen. Damit wurde der bedeutende Handelsort Palmyra zum einzigen stabilisierenden Faktor an Roms Ostgrenze – und letztendlich auch zu einem Rivalen Roms. Odaenathus sah sich durch seine Erfolge gegen die Perser anscheinend in seiner Machtstellung bestärkt, denn er nannte sich nun rex regum („König der Könige“) – eine offensichtliche Anlehnung an den Titel der Sāsāniden (Shāhān shāh, dem König der Könige von Ērān und Anerān), was wohl die Erfolge des Palmyreners über deren König Schapur unterstreichen sollte.
Gleichzeitig sank die Autorität der römischen Zentralregierung vor Ort immer mehr ab. 267 unternahm Odaenathus einen weiteren Persienfeldzug, brach diesen jedoch ab, nachdem Goten ins nördliche Kleinasien eingefallen waren. Im selben Jahr fiel Odaenathus wohl einem Verwandtenmord zum Opfer, möglicherweise wurde er aber auch im Auftrag des Gallienus, der die wachsende Macht des Odaenathus fürchtete, ermordet. Nach seinem Tod übernahm seine Witwe Zenobia die Regentschaft und nutzte die Schwäche Roms im Osten aus; in rascher Folge fielen große Teile der römischen Orientprovinzen (kurzzeitig) an Palmyra, darunter Syrien und (allerdings erst 269/70) die reiche Provinz Ägypten. So entstand das Teilreich von Palmyra, das sich für die Grenzverteidigung gegen die Perser als stabilisierender Faktor erwies und in dieser Situation eine Alternative zum offenbar überforderten römischen Staat darstellte. Dabei wurde der römische Herrschaftsanspruch offiziell nicht in Frage gestellt. Diese Entwicklung wurde von manchem im Osten wohl sogar begrüßt. Der Grieche Nikostratos von Trapezunt verfasste ein (nicht erhaltenes) Geschichtswerk über diese Zeit, welches wohl die Taten des Odaenathus verherrlichte. Der Rhetor und Geschichtsschreiber Kallinikos von Petra hat zudem möglicherweise seine Geschichte Alexandrias Zenobia gewidmet.
Bereits 260 war es zur Loslösung von großen Teilen des westlichen Reichsteils und zur Bildung des gallischen Sonderreichs (Imperium Galliarum) gekommen, das zeitweilig neben Gallien auch Hispanien und Britannien umfasste. Dem Militärkommandeur Postumus war im Sommer 260 ein Sieg über einige Germanen gelungen, doch kam es bezüglich der Beuteverteilung zum Streit zwischen ihm und dem Caesar Saloninus, einem Sohn des Gallienus, der vom Kaiser in Gallien als Stellvertreter zurückgelassen worden war. Postumus belagerte daraufhin Köln, wo sich Saloninus aufhielt. Dieser wurde zusammen mit seinem Berater Silvanus schließlich ausgeliefert und beide wurden kurz darauf hingerichtet. Postumus selbst wurde von seinen Truppen zum Kaiser ausgerufen; er residierte entweder in Köln oder Trier. Postumus und seine Nachfolger behaupteten bis 274 einen nicht geringen Teil des Westens und konnten einige Erfolge bei der Grenzverteidigung verbuchen. Gallienus konnte aufgrund der verschiedenen anderen Krisenherde erst relativ spät gegen Postumus aktiv werden. 265 (manche Forscher nehmen auch 266/67 an) scheiterte eine Offensive gegen das gallische Sonderreich. 269 wurde aber auch zunehmend die Autorität des Postumus im Sonderreich in Frage gestellt, und er wurde, kurz nachdem er eine Usurpation niedergeschlagen hatte, ermordet. Auch seine Nachfolger blieben von Usurpationsversuchen nicht verschont, wobei auch wirtschaftliche Probleme eine Rolle spielten; so sank etwa der Edelmetallanteil in den Münzprägungen merklich.
Durch die Bildung des Imperium Galliarum sowie durch die später erfolgte Errichtung des Teilreichs von Palmyra unterstanden um 267/68 lediglich Italien, der Balkanraum (einschließlich Griechenlands), die Provinz Africa sowie Teile Kleinasiens der direkten Kontrolle von Gallienus. Diese zentrifugalen Tendenzen im Reich waren wohl auch eine direkte Folge der ungenügenden Verwaltungseffizienz, was später zu einer deutlich stärkeren Zentralisierung der Verwaltung führte, sowie der Überbeanspruchung des Heeres. Immer wieder mussten Truppen von der einen Grenzzone abgezogen werden, die damit teils entblößt wurde, um feindliche Einbrüche an anderer Stelle zu bekämpfen, die zum Teil fast gleichzeitig stattfanden. Das Militär war mit der Verteidigung der Grenzen derart überfordert, dass es bisweilen regionalen Milizen oblag, diese Aufgabe zu übernehmen. Dies war bereits im Osten nach der Gefangennahme Valerians geschehen. Ein anderes Beispiel ereignete sich während des Herulereinfalls in Griechenland 267/68.
Nachdem bereits 262 Goten wieder die Donau überschritten hatten und anschließend sogar über den Hellespont nach Kleinasien übergesetzt hatten, wobei sie mehrere kleinasiatische Städte überfielen, griffen die „Skythai“ 267 erneut an und plünderten an der Nordküste Kleinasiens. Ebenfalls 267 fielen die Heruler mit Schiffen über das Marmarameer in die Ägäis und schließlich nach Griechenland ein. Es gelang ihnen, eine ganze Reihe von Städten zu erobern und zu plündern, darunter Byzantion, Argos und Athen. Bei ihrem Rückmarsch aus Attika wurden sie von einer örtlichen Miliztruppe besiegt. Während dieser Kämpfe soll sich der Geschichtsschreiber Dexippos ausgezeichnet haben; in neuerer Zeit wird aufgrund eines neuen Quellenfunds seine Teilnahme aber wieder stark bezweifelt und es eher für wahrscheinlich gehalten, dass ein anderer Mann namens Dexippos (wahrscheinlich Gnaeus Curtius Dexippus) an den Kämpfen dieser Zeit teilnahm (allerdings wohl gegen Goten 253/54 oder 262, also unabhängig vom Herulereinfall 267), zusammen mit dem Statthalter von Achaea, Marianus. Ein Fragment aus den Skythika des Dexippos, das sich auf dieses Ereignis bezieht, ist erhalten geblieben. Es stellt eine der wenigen zeitgenössischen Quellenaussagen dar und ist inhaltlich aufschlussreich, denn hier wird auch ein starker griechischer Lokalpatriotismus und eine Rückbesinnung auf die griechische Geschichte greifbar:

„‚[…] und durch Standhaftigkeit werden Kriege eher entschieden als durch numerische Stärke. Wir aber haben keine verächtliche Streitmacht: Zweitausend von uns haben sich insgesamt zusammengefunden und unser Standort ist stark befestigt. Von ihm müssen wir hervorbrechen und unsere Feinde schädigen, indem wir kleine Gruppen angreifen und Hinterhalte legen, wenn sie vorüberziehen. […] Der Tod sucht nämlich alle Menschen heim, das Leben aber im Kampf um das Vaterland zu lassen, bringt die größte Auszeichnung ein: ewigen Ruhm.‘ […] Solches nun sprach er. Die Athener aber schöpften aus den Worten viel Kraft […] und forderten daraufhin, in den Krieg geführt zu werden.“

Gallienus, der einen Feldzug gegen Postumus geplant und sich deshalb in Italien aufgehalten hatte, zog Truppen zusammen, sobald er Nachricht von dem Einfall der Heruler erhalten hatte, und besiegte sie im Frühjahr des Jahres 268 in einer großen Schlacht am Fluss Nestos auf dem Balkan. Faktisch war das Römische Reich zu dieser Zeit also dreigeteilt, wobei jedem Reichsteil die Verteidigung jeweils einer Flussgrenze (Rhein, Donau, Euphrat) oblag.
Neben den militärischen Problemen ergaben sich auch eine ganze Reihe von Strukturproblemen. Der rasche Wechsel der Herrscher verhinderte eine kontinuierliche Reichspolitik. Zudem hingen die Soldatenkaiser so weitgehend von der Gunst ihrer Truppen ab, dass sie diese nicht mehr disziplinieren konnten. Nicht wenige der späteren Soldatenkaiser (seit 268) stammten aus dem Illyricum, welches vor allem als Rekrutierungsgebiet von großer Bedeutung war, und kamen aus einfachsten Verhältnissen. Auch wandelten sich seit etwa 260 die Strukturen in der kaiserlichen Administration, dem Heer und der Provinzialverwaltung, wie es auch teils zu einem wirtschaftlichen Verfall kam: Bereits gegen Kaiser Gordian III. kam es in den Randgebieten des Imperiums (wie in Africa) zu Aufständen, während sich in Senat und Armee eine gegenseitige Abneigung breit machte und die Ritter die Senatoren in der Verwaltung immer mehr verdrängten. Dennoch brach das Reich nicht dauerhaft auseinander und das Grundgerüst von Verwaltung und Herrschaftspraxis blieb im Wesentlichen intakt. Die Wirtschaft des Reiches stand dennoch wenigstens zeit- und gebietsweise am Rande des Zusammenbruchs: Es kam zu einer starken Geldentwertung, da die Ressourcen zur Finanzierung des Heeres und der Verwaltung kaum noch ausreichten. Seit etwa 270 begann die Inflation zu eskalieren.
Zur Lösung dieser Schwierigkeiten nahm Gallienus offenbar Reformen in Angriff, die Aspekte der spätantiken Verwaltung unter Diokletian und Konstantin vorwegnahmen, zugleich aber mit vielem brachen, was in den vergangenen drei Jahrhunderten das Imperium geprägt hatte. So schloss er, obwohl selbst als einer der letzten Kaiser der alten Oberschicht (Nobilität) entstammend, Senatoren vom Militärdienst und dem Kommando der Legionen aus. Stattdessen wurde Rittern und Militärs der Zugang zu höheren Posten ermöglicht, darunter auch zu solchen, die bisher Senatoren vorbehalten gewesen waren. Gallienus spekulierte offenbar darauf, dass sich Personen, die ihm ihren Aufstieg verdankten, loyaler verhalten würden als ehrgeizige Senatoren; zudem wollte er offensichtlich lieber Berufssoldaten das Kommando übertragen. Faktisch besiegelte seine Maßnahme aber die Machterosion des Senats: Auch nach dem Ende der Republik war der Senat als Versammlung der zivilen und militärischen Reichselite immer wichtig geblieben; diese Zeit endete nun. Um 260 schuf Gallienus zudem eine berittene Eingreifreserve, die wohl das Vorbild für das spätere Bewegungsheer darstellte. Vor allem die Bedeutung der Donaulegionen, auf die sich der Kaiser stützte, nahm immer mehr zu. Trotz all dieser Reformmaßnahmen konnte sich Gallienus nicht mehr reichsweit als Kaiser durchsetzen: 267 oder 268 hatte sich Aureolus, ein Befehlshaber des Gallienus, in Oberitalien gegen den Kaiser erhoben; während der Belagerung Mailands fiel Gallienus im August/September 268 einem Mordkomplott zum Opfer.
Die Bilanz der Regierungszeit des Gallienus, des am längsten regierenden Soldatenkaisers, fällt gemischt aus, was von den Quellen reflektiert wird: In der lateinischen Überlieferung wird Gallienus negativ, in der griechischen hingegen eher positiv bewertet, wobei sicherlich eine Rolle gespielt hat, dass sich Gallienus sehr für die griechische Kultur interessierte und diese förderte. Gallienus gelangen trotz der schwierigen Lage auch militärische Erfolge und einige wichtige innere Reformen, die den Weg aus der Krise wiesen, auch wenn es ihnen noch an Systematik fehlte. Dennoch erlebte das Reich unter seiner Herrschaft die vollen Auswirkungen der Reichskrise, die freilich vor allem auf Faktoren wie Invasionen und Usurpationen zurückzuführen ist, die vom Kaiser nicht beeinflusst werden konnten.

### Die Überwindung der „Krise“

#### Claudius Gothicus: Erste Ansätze der Stabilisierung

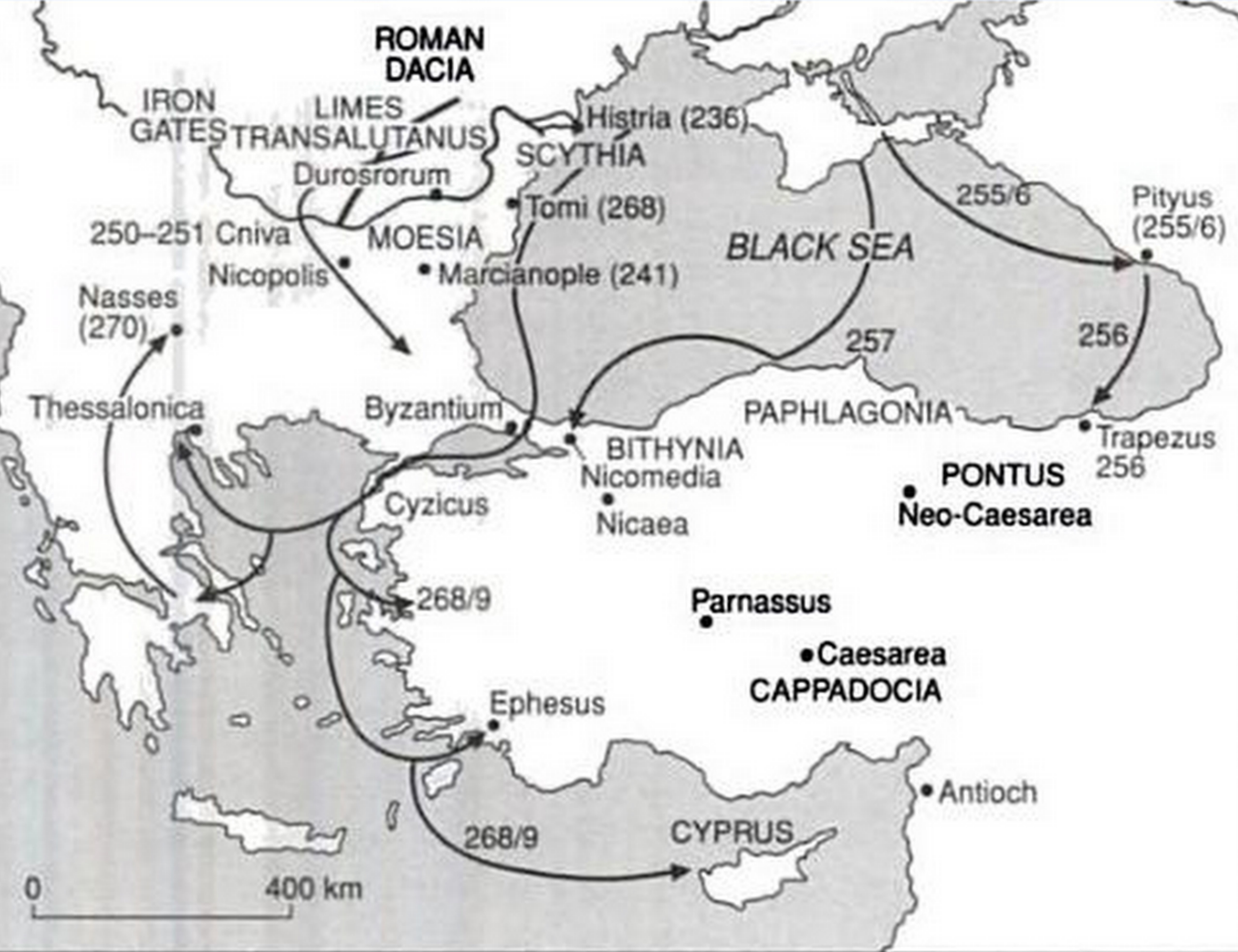
Angriffe der Goten im Schwarzen Meer und der Ägäis im 3. Jahrhundert

Claudius Gothicus, der Nachfolger des Gallienus, sah sich mit den weiterhin ungelösten Problemen an den Grenzen konfrontiert. Seine Regierungszeit und die seines Nachfolgers Aurelian – beide werden zu den „illyrischen Kaisern“ gezählt – war militärisch ein Wendepunkt der Soldatenkaiserzeit: War das Reich vorher fast ausschließlich in der Defensive, gelang es diesen Kaisern, die Gefahr durch die Germanen einzudämmen und die verlorenen Gebiete im Osten und Westen zurückzugewinnen. Noch 268 stießen die Alamannen über die Donau vor, offenbar in der Absicht, in Italien einzufallen; Claudius gelang es jedoch, die Invasoren am Gardasee zu besiegen. Im Frühjahr 269 unternahmen dann die „Skythai“ (gemeint sind Goten, Heruler und andere Gruppen) eine großangelegte, seegestützte Offensive. Die Flotte segelte vom Schwarzen Meer in die Ägäis, ein Teil der Truppen landete dann bei Thessalonike, das vergeblich belagert wurde. Diese Invasion scheint auf erhebliche Gegenwehr gestoßen zu sein; es gelang den Angreifern nicht, die (inzwischen weitgehend befestigten) Städte einzunehmen. Als Claudius den Invasoren entgegentreten wollte, zogen sie ab. Sie wurden dann aber von den Römern im Sommer 269 bei Naissus gestellt. Hier besiegte Claudius, der vor allem seine Reiterei geschickt einsetzte, das feindliche Heer, was ihm den Beinamen Gothicus („Gotensieger“) einbrachte. Die zweite Gruppe der Invasoren wurde im Sommer 270 in mehreren Seegefechten besiegt.
Innenpolitisch förderte Claudius Militärs aus dem Ritterstand; mehrere Illyrer verdankten ihm ihren Aufstieg. Waren bis 268 die meisten Herrscher Senatoren gewesen, änderte sich dies jetzt. Auch auf die formelle Verleihung der traditionellen kaiserlichen Vollmachten (imperium proconsulare maius und tribunicia potestas) durch den Senat scheinen Claudius und die meisten seiner Nachfolger verzichtet zu haben; die Ausrufung durch die Truppen genügte nun. Er scheint die beiden Sonderreiche, das gallische und das palmyrenische, ignoriert zu haben, wohl auch deshalb, weil beide die Grenzverteidigung gegen äußere Feinde gewährleisteten und er nicht durch Offensiven gegen sie Ressourcen verschwenden wollte. Allerdings schloss er Hispanien, das sich nach dem Tod des Postumus wieder der Zentralregierung unterwarf, seinem Herrschaftsbereich an. Ansonsten konzentrierte er sich auf die Verteidigung des Donauraums. Als 270 eine Pest auf dem Balkan ausbrach, erkrankte auch Claudius daran und verstarb bald darauf. Sein Verhältnis zum Senat, der ihm umfangreiche Ehrungen zuteilwerden ließ, scheint trotz allem gut gewesen zu sein. In der senatorischen Geschichtsschreibung wurde er heroisiert, was mit ein Grund für die fiktive genealogische Anknüpfung Konstantins des Großen an Claudius gewesen sein dürfte. Seine kurze Regierung gehörte offenbar zu den erfolgreichsten der Soldatenkaiserzeit.

#### Aurelian

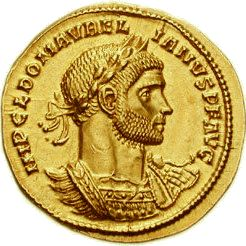
Aureus mit dem Abbild Aurelians (271–272 n. Chr.)

Nach dem Tod des Claudius wurde zunächst dessen jüngerer Bruder Quintillus zum Kaiser erhoben. Im September 270 erhoben jedoch in Sirmium die Donaulegionen Aurelian, einen erfahrenen Kommandeur der Reiterei, zum Kaiser. Bald brach Aurelian nach Italien auf. Quintillus, den seine Truppen im Stich ließen, beging Selbstmord oder wurde von Soldaten ermordet. Es gelang Aurelian, die Krise zumindest teilweise zu überwinden, wobei er auf die Vorarbeit durch Kaiser wie Gallienus, der eine Professionalisierung der Armee eingeleitet hatte, zurückgreifen konnte. Aurelian musste eine Reihe von schweren Barbareneinfällen abwehren. Die Juthungen, die im Sommer 270 über die Donau ins Reich eingebrochen waren, konnte er im Herbst desselben Jahres besiegen. Im Frühjahr 271 wehrte er einen Vorstoß der Vandalen nach Pannonien ab; sie schlossen Frieden und zogen ab. Kurz darauf konnte Aurelian einen Angriff der Juthungen und Alamannen in Italien abwehren, wenn auch nur mit Mühe. Erhebungen zweier Usurpatoren namens Septimius und Urbanus wurden rasch niedergeworfen. Eine Revolte in Rom, die wohl durch das Vorrücken der Juthungen ausgelöst wurde, schlug der Kaiser blutig nieder, was manche Geschichtsschreiber später zu deutlicher Kritik veranlasste. Später war Aurelian um gute Beziehungen zum Senat bemüht. Er errichtete zum Schutz Roms die Aurelianische Mauer, womit erstmals eine mögliche militärische Bedrohung der Hauptstadt durch äußere Feinde in Betracht gezogen wurde. Im Donauraum blieb die Lage weiter unruhig: In der zweiten Jahreshälfte 271 zog Aurelian nach Osten und besiegte ein gotisches Aufgebot. Die allzu exponierte Provinz Dakien nördlich der Donau gab er auf.
272 wandte Aurelian seine Aufmerksamkeit dem Osten zu. Im Frühjahr begann er einen Feldzug gegen Palmyra, dessen Regierung sich 270 vergeblich um die Anerkennung Roms bemüht hatte. Erst jetzt nahm Zenobias Sohn Vaballathus den Kaisertitel an und betrieb damit die offene Usurpation. Das Heer Palmyras wurde im Juni/Juli 272 geschlagen, im August desselben Jahres zog Aurelian kampflos in Palmyra ein. Eine Belagerung, wie in der Historia Augusta dargestellt, fand wohl nicht statt; sehr wahrscheinlich hatte in der Oasenstadt eine „Friedenspartei“ die Oberhand gewonnen. Zenobia geriet in Gefangenschaft. Gegenüber den einheimischen Eliten setzte der Kaiser demonstrativ auf eine Politik der Milde (clementia), womit er offenbar deren Kooperation erreichte. Hinrichtungen wie die des Philosophen Longinos, der als Berater Zenobias fungiert hatte, waren die Ausnahme. So brachte Aurelian ohne größere Schwierigkeiten den Ostteil des Reiches wieder unter die Kontrolle der Zentralregierung. Ein Aufstand in Palmyra im Frühjahr 273 wurde rasch niedergeschlagen. Kurz darauf nahm Aurelian auch die Rückeroberung des gallischen Sonderreichs in Angriff. Im Frühjahr 274 wurden die gallischen Truppen bei Catalaunum geschlagen, worauf das gallische Sonderreich rasch zusammenbrach. Die abtrünnigen Provinzen unterstellten sich wieder der Zentralregierung.

Römisches Reich im Jahre 271

Aurelian kehrte im Spätsommer 274 im Triumphzug nach Rom zurück und wandte sich inneren Reformen zu. Er führte einen neuen Staatskult ein, den des Sonnengotts Sol Invictus, den er als „Herrn des Römischen Reichs“ und seinen persönlichen Beschützer betrachtete. Unverkennbar war eine Tendenz zu einer theokratischen Herrschaftslegitimation. Aurelian soll als erster Kaiser ein Diadem und ein goldenes Kleid getragen haben. Seine religiösen Maßnahmen spiegelten den in der Zeit der Reichskrise deutlich hervortretenden Trend zum Monotheismus oder Henotheismus, der auch – vor allem im Osten – das Vordringen des Christentums begünstigte. In den letzten Monaten seiner Herrschaft ging Aurelian gegen die Christen vor, nachdem er zuvor sogar eine Anfrage von Christen entgegengenommen hatte (siehe Paul von Samosata). Die Wirtschaft erholte sich spürbar, zumal das Imperium nun wieder über die West- und Ostprovinzen verfügte. Eine Münzreform des Kaisers scheiterte jedoch.
Im September/Oktober 275 fiel Aurelian, der sich zu dieser Zeit in Thrakien aufhielt, einer Verschwörung zum Opfer, die der kaiserliche Sekretär Eros, dem wegen Fehlverhaltens eine Bestrafung drohte, organisiert hatte. Aber auch nach der Ermordung Aurelians wurde dessen eingeschlagener Konsolidierungskurs, der langsam Wirkung zeigte, beibehalten. Die Leistung Aurelians bestand vor allem in der Rückgewinnung der verlorenen Provinzen im Westen und Osten sowie der Stabilisierung der Grenzen. In der spätantiken Epitome de Caesaribus wurden seine Leistungen sogar mit denen Alexanders und Caesars verglichen.

#### Die letzten Soldatenkaiser: Von Tacitus zu Carinus
Die Nachfolge Aurelians trat der wohl aus der senatorischen Oberschicht stammende Tacitus an. Über seine Regierungszeit liegen nur wenige, teils unglaubwürdige Informationen vor. Dazu zählt die Behauptung in der Historia Augusta, der Kaiser sei mit dem gleichnamigen Geschichtsschreiber verwandt gewesen und habe Abschriften von dessen Werken anfertigen lassen. Die meisten (mehr oder weniger zuverlässigen) Informationen in den Quellen gehen auf eine gemeinsame senatsfreundliche Quelle zurück, die sogenannte Enmannsche Kaisergeschichte. Tacitus, der in hohem Alter zum Kaiser erhoben wurde, war vermutlich eher ein Verlegenheitskandidat. Er bemühte sich, seine Stellung durch die Verteilung von Geldgeschenken und andere Maßnahmen zu festigen. Vor allem war er darauf bedacht, sich das Wohlwollen des Senats zu sichern: Auf Münzen wurde er als restitutor rei publicae gefeiert, als Wiederhersteller der (senatorischen Adels-)Republik. Auch wenn davon zweifellos nicht die Rede sein konnte, so kann Tacitus doch durchaus als „Senatskaiser“ bezeichnet werden, der auf eine enge Kooperation Wert legte; dies erklärt auch seinen guten Ruf in den pro-senatorischen Quellen. Doch kurz nachdem Tacitus einen Sieg über gotische und herulische Invasoren errungen hatte, verstarb er Mitte 276. Möglicherweise fiel er einem Anschlag zum Opfer.

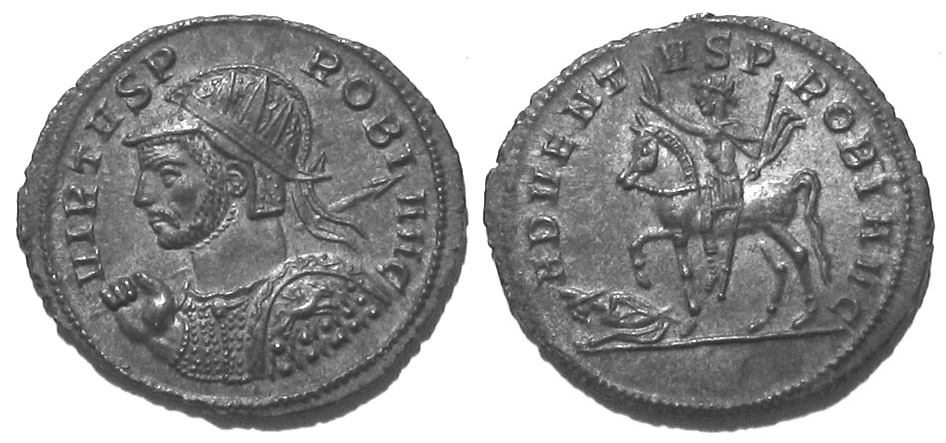
Probus

Nachfolger des Tacitus wurde zunächst dessen Bruder Florianus, gegen den sich jedoch bald im Osten des Reiches Widerstand formierte. Der erfahrene, aus Sirmium stammende Offizier Probus wurde von seinen Truppen zum neuen Kaiser erhoben. Florianus marschierte Probus mit starken Truppenverbänden entgegen, dieser konnte sich jedoch behaupten. Florianus wurde in Tarsos im Südosten Kleinasiens getötet (August 276), woraufhin Probus seine Nachfolge antrat. Probus blieb nicht viel Zeit, seine Macht zu festigen, denn er musste sich wie alle Soldatenkaiser den Problemen an den Grenzen widmen. In Gallien hatten Alamannen und Franken die Rheinbefestigungen durchbrochen und hatten teils weitreichende Plünderungszüge unternommen. Probus führte daher in den Jahren 277/78 Feldzüge in Gallien durch und konnte einige Erfolge verbuchen. Auch wenn die Berichte in den Quellen wohl übertrieben sind, so gelang es doch, die Rheingrenze wieder zu stabilisieren. Im Frühjahr 278 brach Probus zur Donau auf, um auch dort die Lage unter Kontrolle zu bringen. Auf dem Weg dorthin besiegte er Burgunden und Vandalen. Seine Erfolge ließ der Kaiser durch neue Münzprägungen feiern.
Fast gleichzeitig konnten in Ägypten die Blemmyer, die die Südgrenze des Nillandes wiederholt bedroht hatten, geschlagen werden, womit die Grenze wieder gesichert wurde. Die Beziehungen zum Sāsānidenreich hingegen scheinen zwar angespannt gewesen zu sein, es kam jedoch zu keinen ernsthaften Kampfhandlungen. In Kleinasien konnte eine Rebellion, die von einem gewissen Lydius angeführt wurde, geschlagen werden, wobei der Kaiser aber, wie auch in Ägypten, nicht selbst vor Ort war. Möglicherweise hatte sich Probus im Sommer 279 nach Rom begeben. In der Regierungszeit des Probus kam es zu mehreren erfolglosen Usurpationsversuchen. In Britannien erhob sich (280 oder 281) ein namentlich nicht bekannter Usurpator, ebenfalls 280/281 kam es zu den Usurpationen des Proculus und des Bonosus in Gallien (bzw. in Köln) sowie schließlich zu der des Iulius Saturninus in Syrien. Alle vier fanden ein schnelles Ende, wobei Saturninus von eigenen Truppen ermordet wurde, ohne dass Probus eingreifen musste. 281 ließ Probus einen Triumphzug organisieren und Spenden an das Volk verteilen, um seinen Sieg über Blemmyer und Germanen zu feiern. Möglicherweise während der Planungen zu einem Persienfeldzug wurde Probus im September/Oktober 282 von unzufriedenen Soldaten in Sirmium ermordet. Ein Grund für diese Unruhen war möglicherweise die harte Disziplin, die Probus seinen Soldaten abverlangte. Probus scheint ein guter Administrator und Militär gewesen zu sein. Seine Regierungszeit wird in den Quellen überwiegend positiv bewertet und er wird als gerechter Herrscher beschrieben, der den von Aurelian eingeschlagenen Konsolidierungskurs systematisch weiterverfolgte.
Neuer Kaiser wurde 282 der aus Südgallien stammende Carus, der noch während der Regierungszeit des Probus von seinen Truppen zum Kaiser ausgerufen worden war und nun allgemeine Anerkennung fand. Bald darauf erhob Carus seine beiden Söhne Carinus und Numerianus zu Mitkaisern. Über Sarmaten, die über die Donau ins Reich eingebrochen waren, errang Carus Anfang 283 einen Sieg. Danach setzte er Carinus als Herrscher im Westen ein, während er selbst mit Numerianus nach Osten aufbrach, um gegen die Sāsāniden in den Krieg zu ziehen. Der Grund für diesen Persienfeldzug ist unbekannt, über eine vorhergehende persische Aggression ist nichts überliefert, wenngleich kleinere persische Raubzüge möglich sind. Jedenfalls zeigt die Invasion, dass sich die militärische Schlagkraft des Reichs so weit gebessert hatte, dass man nun glaubte, gegen den großen Feind Roms im Osten wieder offensiv vorgehen zu können. Ein Motiv, neben Beute und kaiserlichen Ruhm im Falle eines Sieges, wird zudem sehr wahrscheinlich Rache für die demütigende Niederlage Valerians gewesen sein. Die Gelegenheit schien zudem besonders günstig zu sein: Der persische König Bahram II. war durch die Rebellion seines Verwandten Hormizd im Osten des Reiches beschäftigt und wurde von dem raschen römischen Vorstoß wohl völlig überrascht. Die römischen Truppen drangen bis in die Hauptresidenz der Sāsāniden Seleukeia-Ktesiphon vor. Sie nahmen die Stadt zwar ein, weitere römische Offensiven hatten aber keinen Erfolg. Bei Ktesiphon verstarb Carus Ende Juli 283 überraschend. Unklar ist, ob es ein gewaltsamer Tod war. Die Behauptung in manchen Quellen, er sei vom Blitz getroffen worden, spiegelt möglicherweise die Überraschung über seinen unerwarteten Tod, der auf ein plötzliches göttliches Eingreifen zurückgeführt wurde. Wahrscheinlicher ist aber, dass so ein Attentat vertuscht werden sollte.
Das Heer forderte nach dem Tod des Carus den Rückzug und Numerianus stimmte notgedrungen zu. Auf dem Rückweg in den Westen verstarb im November 284 auch Numerianus unter unklaren Umständen. Das Heer rief daraufhin den Gardeoffizier Diocles zum neuen Kaiser aus, der sich nun Diokletian (Diocletianus) nannte. Im Weg stand ihm noch Carinus, der in der Zwischenzeit im Westen erfolgreich gegen Germanen gekämpft hatte und sich Diokletian auf dem Balkan entgegenstellte. In mehreren Kämpfen konnte sich Carinus behaupten, doch er fiel schließlich (wohl im Spätsommer/Anfang Herbst) 285 einer Intrige zum Opfer, wobei die Verschwörer wohl von Diokletian unterstützt wurden. Diokletian trat nun die uneingeschränkte Herrschaft an und betrieb in der Folgezeit weitreichende (in vielen Details in der Forschung aber umstrittene) Reformen, wodurch das Reich grundlegend umgestaltet wurde. Diokletian führte ein neues Steuersystem (Capitatio-Iugatio) ein und ordnete das Heer durch Aufteilung in Comitatenses als mobiles Feldheer und Limitanei als Grenztruppen neu. Das Reich überwand endgültig die Zeit der sogenannten Reichskrise – doch knüpften viele Reformen in der Spätantike an Maßnahmen an, die schon von einigen Soldatenkaisern, unter anderem Gallienus und Aurelian, eingeleitet worden waren.

## Zeitleiste
- 235: Tod des Kaisers Severus Alexander, damit Ende der Severerdynastie; Regierungsbeginn des ersten Soldatenkaisers Maximinus Thrax.
- 238: Sechskaiserjahr und Beginn der Angriffe der Skythai (Goten und andere germanische Stämme im Donaugebiet und im Schwarzmeerraum).
- 244: Erfolgloser Persienfeldzug des Kaisers Gordian III.; Niederlage der Römer in der Schlacht von Mesiche und Tod des Kaisers.
- 257: Beginn der Christenverfolgung Valerians, die erst 260 endet.
- 259/60: Erfolgreiche Vorstöße der Alamannen auf römisches Gebiet. Eine Gruppe Juthungen wird aber auf ihrem Rückmarsch von römischen Truppen beim heutigen Augsburg geschlagen (Augsburger Siegesaltar).
- 260: Gefangennahme Valerians durch die Sāsāniden; die Krise erreicht in der folgenden Zeit den Höhepunkt. In den 60er Jahren bilden sich das Teilreich von Palmyra und das gallische Sonderreich.
- 267: Plünderungszüge der Heruler und anderer Germanenstämme in der Ägäis. Unter anderem wird Athen verwüstet.
- 268/69: Den Römern gelingen Siege über Alamannen und Goten.
- 270: Aurelian wird zum Kaiser ausgerufen. Es gelingt ihm in den folgenden Jahren, sowohl Palmyra als auch das gallische Sonderreich wieder in das Imperium einzugliedern. Dakien hingegen gibt der Kaiser aufgrund der ungünstigen strategischen Lage auf.
- 285: Kaiser Carinus fällt einer Verschwörung zum Opfer. Der Ende 284 zum Kaiser ausgerufene Offizier Diokletian erlangt die Alleinherrschaft und strebt umfassende Reformen im Reich an.

## Charakteristika der Epoche
Als in der zweiten Hälfte des 4. Jahrhunderts lateinische Geschichtsschreiber die Geschichte des 3. Jahrhunderts schilderten, fiel ihr Urteil einhellig negativ aus. Besonders kritisch wurde die Zeit der Kaiser Valerian und Gallienus betrachtet. Eutropius bezeichnete sie sogar als die Zeit, als „das römische Reich fast vernichtet war“. Nicht viel anders äußerten sich Aurelius Victor und der anonyme Verfasser der Historia Augusta. In der senatorischen Geschichtsschreibung haben die Ereignisse um die Mitte des 3. Jahrhunderts, als das Imperium faktisch an allen Grenzen zu kämpfen hatte und im Inneren sich Teile des Reichs loslösten sowie zahlreiche Usurpatoren die herrschenden Kaiser herausforderten, tiefe Spuren hinterlassen. Das überwiegend negative Bild, das die ältere Forschung von den Verhältnissen im 3. Jahrhundert zeichnete, ist denn auch zu einem nicht geringen Teil auf Wertungen in den Quellen zurückzuführen. Die heutige Forschung urteilt dagegen differenzierter und hat mehrere früher vorherrschende Ansichten revidiert.
Ein Charakteristikum der „Reichskrise“ ist der oft rasche Herrscherwechsel. Zwar erhoben sich schon unter den Severern und auch in der Spätantike immer wieder Usurpatoren, doch im Gegensatz zur Soldatenkaiserzeit blieben in diesen Epochen die Rebellionen gewöhnlich erfolglos. Ein weiteres Merkmal der Reichskrisenzeit ist, dass viele Kaiser (aber keineswegs alle, was leicht übersehen wird) nicht der senatorischen Oberschicht entstammten. Mehrere Soldatenkaiser waren reine Militärs, relativ ungebildet und von niedriger Herkunft. Dies war aber ein Effekt der sich verschärfenden Krisensymptome und dem gleichzeitigen Verfall des Akzeptanzsystems der frühen Prinzipatszeit, während gleichzeitig die Heeresverbände in West und Ost die entscheidenden politischen Machtfaktoren wurden.
Ein markantes Beispiel hierfür ist der erste von ihnen, Maximinus, dessen Machtübernahme daher besonders Anstoß erregte und insofern eine Zäsur darstellt. Doch leisteten diese Kaiser in Anbetracht der Umstände durchaus Beachtliches. Dass der Senat immer weiter marginalisiert wurde und manche Kaiser kaum Wert auf ein gutes Verhältnis zu ihm legten, wurde aber von den Geschichtsschreibern, die zumeist senatorischen Kreisen angehörten, negativ vermerkt. Der Senat spielte bei der Regierungsführung nun endgültig keine Rolle mehr und auch das Akzeptanzsystem des Prinzipats brach schließlich zusammen. Allerdings litt darunter auch die Stabilität der Kaiserherrschaft insgesamt. Für die Zeit der Soldatenkaiser ist eine institutionelle Krise auszumachen, der manche Kaiser durch ein religiöses Fundament ihrer Herrschaft (etwa Aurelians Sonnenkult) oder durch Herrschaftsteilung entgegenzuwirken versuchten, die aber erst in diokletianisch-konstantinischer Zeit überwunden werden konnte. Allen Soldatenkaisern ist gemeinsam, dass sie ihre Macht auf das Militär stützten und zwar auf die Soldaten der Feldheere, nicht auf die Prätorianer in Rom. Dazu passt, dass Rom seine Rolle als politisches Zentrum des Imperiums im Laufe des 3. Jahrhunderts stark einbüßte, wenngleich es freilich ideell weiterhin von großer Bedeutung war. Zur Legitimation und Sicherung ihrer Herrschaft bedurften die Kaiser des 3. Jahrhunderts vor allem militärischer Erfolge. Einen einheitlichen Typus eines Soldatenkaisers gab es aber nicht, zumal die Kaiser zum Teil nicht von Truppen erhoben wurden, sondern ihren Herrschaftsantritt einer dynastischen Erbfolge verdankten.
Ein weiteres Merkmal der Epoche ist die dramatische Verschlechterung der äußeren Bedrohungslage. Sie ergab sich insbesondere auch aus einer beträchtlichen inneren Stärkung der Gegner. An Rhein und Donau hatten sich neue tribale germanische Großverbände formiert, die über eine erheblich größere Schlagkraft verfügten. Im Osten trat mit dem Sāsānidenreich ein Gegner auf, der Rom in vielerlei Hinsicht durchaus ebenbürtig war und eine aggressive Expansionspolitik betrieb. Daher nahm um die Mitte des 3. Jahrhunderts der Druck an den Grenzen zu, und das Reich musste eine Reihe von Rückschlägen verkraften. Die Gefangennahme Valerians durch die Perser im Jahr 260 und die darauffolgenden Ereignisse (zunehmende Angriffe der Skythai sowie Formierung des Gallischen Sonderreichs und des Teilreichs von Palmyra) brachten denn auch die Krise zu ihrem Höhepunkt. Aber diese Krise erfasste nicht alle Bereiche des täglichen Lebens und wirkte sich auch nicht auf alle Regionen des Imperiums aus.
Trotz der militärischen und politischen Krisensymptome (insbesondere in der Zeit nach Gordian III. und dann um 260), deren Hauptursache die äußere Bedrohung war, scheint die Wirtschaft des Reiches sich besser behauptet zu haben, als oft vermutet wurde. In der älteren Forschung wurde bisweilen angenommen, dass im 3. Jahrhundert ganze Provinzen verarmten, die Infrastruktur zusammenbrach und der Druck des Staates auf die Bevölkerung ständig höher wurde, so dass die Verarmung zunahm und Menschen aus Städten und Dörfern flohen. Naturalwirtschaft bzw. Tauschhandel seien an Stelle der Geldwirtschaft getreten. In der neuen Forschung wird wesentlich differenzierter geurteilt: Zwar führte der durch die äußere Bedrängnis verursachte erhöhte Finanzbedarf des Staates etwa im Bereich der Münzprägungen zu einer Verschlechterung, und der Steuerdruck nahm zu. Aber der Steuerdruck wurde erst nach dem Scheitern der Münzreform Aurelians zu einem strukturellen Problem für den römischen Staat, ebenso wie erst in dieser Zeit die Inflation bedrohlich anstieg; vor den 270er Jahren ist eine solche aber nicht feststellbar, wie die Auswertung des Quellenmaterials in Ägypten (wo die Überlieferung bezüglich des Alltagslebens und der Wirtschaft mit am günstigsten ist) deutlich macht. Ob für das 3. Jahrhundert ein Bevölkerungsrückgang feststellbar ist, ist in der Forschung nun ebenfalls umstritten.
Dasselbe gilt für die Frage, ob die Sklaverei in der römischen Wirtschaft dieser Zeit die Rolle gespielt hat, die ihr in der älteren Forschung zugeschrieben wird, und ob es zu einem Rückgang der Sklaven und damit zu einer wirtschaftlichen Krise gekommen sei, wie bisweilen angenommen. In den Quellen lässt sich dies nicht einwandfrei belegen, ebenso ist es fraglich, ob die Produktivität von Sklaven höher lag als von Halbfreien oder Freien und ob ein Rückgang der Sklaverei für die Wirtschaft schädigend gewesen sei. Sicherlich aber stiegen die Belastungen für die Bevölkerung an, worunter auch die Dekurionen (die lokalen städtischen Eliten), aber besonders die unteren Bevölkerungsschichten zu leiden hatten, doch kann auch dies nicht generalisierend auf das ganze Reich bezogen werden, zumal die Lebensverhältnisse nicht einheitlich waren. Zwar litt die strukturelle Integrität der Wirtschaft unter den militärischen Auseinandersetzungen dieser Zeit, ebenso wie die Inflation der 270er Jahre einen schweren Rückschlag darstellte, doch sie brach nicht zusammen, zumal wegen der vielschichtigen regionalen Unterschiede. Die neuere Forschung hat nachgewiesen, dass es durchaus Regionen gab, die sogar weiter prosperierten, wie etwa Ägypten, Africa und auch Hispanien. Aber selbst für Kleinasien, das direkt von Angriffen betroffen war, lässt sich kein allgemeiner Niedergang konstatieren. Während in mehreren Regionen der Handel und die Wirtschaft florierten, zumal mehrere Provinzen nicht von Kampfhandlungen betroffen waren, kam es in anderen Provinzen zu teils ernsthaften Problemen, was unter anderem Hortfunde in den nordwestlichen Provinzen des Imperiums belegen. Von einer allgemeinen Wirtschaftskrise im ganzen Reich und für die gesamte Soldatenkaiserzeit kann jedoch nicht gesprochen werden. Auch die in der älteren Forschung aufgestellte These, aus diversen paganen wie christlichen Quellenaussagen ließe sich ein allgemeines Krisenbewusstsein bei den Zeitgenossen ableiten, ist in jüngerer Zeit bestritten worden, denn von allgemein verbreiteten Untergangserwartungen in der Bevölkerung kann nicht die Rede sein.
Im Bereich des Städtewesens kam es in der Zeit der Reichskrise auch nicht zu einem Verlust städtischer Selbstverwaltung oder einem allgemeinen Niedergang, wenngleich sich die Baumaßnahmen in gefährdeten Regionen auf Befestigungswerke konzentrierten. Einhergehend mit den Plünderungszügen der diversen Invasoren ist örtlich ein kultureller Verfall festzustellen, der sich auch in der Kunst niederschlug. In Athen kam es nach dem Herulereinfall 267 zu einem Niedergang. Dennoch war die Stadt auch in der Zeit der Reichskrise ein wichtiges Bildungszentrum, ebenso wie Rom, Karthago, Alexandria und Antiochia.
Die Entwicklungen des 3. Jahrhunderts ermöglichten auch Personen von niedriger Herkunft den Aufstieg über eine militärische Karriere. Diese Aufsteiger sowie die neuen städtischen Führungsschichten übernahmen das traditionelle Wertesystem, in dem der Bildung eine wichtige Funktion zukam. Im philosophischen Bereich, wo Plotin, Porphyrios und Longinos tätig waren, entstand mit dem Neuplatonismus eine neue, den Bedürfnissen der Zeit entgegenkommende Strömung. Im religiösen Bereich erstarkte das Christentum, und bei den traditionellen Götterkulten zeigte sich ein Trend zur Konzentration auf eine einzige Gottheit (Henotheismus). Außerdem breitete sich eine neue Religion mit universalem Anspruch, der Manichäismus, vom Westen des Imperiums bis nach Zentralasien aus.
Somit dürfen einzelne Krisensymptome nicht verallgemeinert und überbewertet werden, und es ist fraglich, ob selbst auf dem Höhepunkt der Krise von einer wirklich existentiellen Bedrohung gesprochen werden kann. Obwohl das Reich insgesamt geschwächt war, gelang es den Kaisern nach und nach, die Kontrolle zurückzugewinnen, wieder in die Offensive zu gehen und die zeitweilig abgespaltenen Reichsteile im Westen und Osten zurückzugewinnen. Die differenzierte Betrachtungsweise der neueren Forschung hat zu einer ausgewogeneren Gesamtbeurteilung geführt. Dabei wird unter anderem berücksichtigt, dass es in der Zeit des Kaisers Gallienus Reformansätze gab, die unter den folgenden Kaisern und noch in der Spätantike fortgesetzt wurden.
Die Zeit der „Reichskrise“ lässt sich in drei Phasen unterteilen. Die erste umfasst die Zeit vom Ende der Severer (235) bis etwa 253, in der sich die Kaiser deutlich in die Tradition des severischen Prinzipats stellten. In der zweiten Phase, unter Valerian und Gallienus, häuften sich diverse Krisensymptome, bis um die Mitte des 3. Jahrhunderts die Krise ihren Höhepunkt erreichte. Festzuhalten ist aber auch, dass diese beiden Kaiser die Probleme erkannten und sich um deren Bewältigung bemühten. In der folgenden dritten Phase ab 268 ist eine deutliche Erholung erkennbar, die schließlich in die grundlegende Reichsreform der diokletianisch-konstantinischen Zeit einmündete. Somit war die Zeit der Soldatenkaiser eine Epoche des Übergangs vom Prinzipat zur Spätantike.

## Forschungsgeschichte
Problematisch ist neben der allgemeinen Bewertung der Epoche schon ihre Abgrenzung. Mehrere Althistoriker meinten mit Berufung auf das bekannte Verdikt des Geschichtsschreibers Cassius Dio, wonach mit dem Tod Mark Aurels ein goldenes Zeitalter endete und eine Epoche von Eisen und Rost begann, dass man die Epoche der Soldatenkaiser mit Septimius Severus beginnen lassen solle. Dabei wurde zwischen der Zeit der Soldatenkaiser und der Zeit der eigentlichen „Reichskrise“ mehr oder weniger unterschieden. Heute lässt man jedoch allgemein die Zeit der Soldatenkaiser bzw. der Reichskrise (hier nur als Epochenbezeichnung gebraucht) mit dem Jahr 235 beginnen und mit dem Herrschaftsantritt Diokletians (284/85) enden.
Die Zeit der „Reichskrise“ wurde schon in klassischen Darstellungen wie der Histoire des empereurs et autres princes qui ont régné pendant les six premiers siècles de l’Eglise von Louis-Sébastien Le Nain de Tillemont im späten 17. Jahrhundert oder in der History of the Decline and Fall of the Roman Empire von Edward Gibbon in der 2. Hälfte des 18. Jahrhunderts behandelt, wobei Gibbon sich oft auf die Materialgrundlage Tillemonts stützte. Von einer wissenschaftlichen Erforschung dieser Zeit im eigentlichen Sinne kann allerdings erst ab dem 19. Jahrhundert gesprochen werden. Schon Gibbon betrachtete die Zeit seit Septimius Severus als eine Militärherrschaft, wobei er sich auf Cassius Dios Beurteilung stützte. Die Zeit von 248 bis 268, in der die Einfälle in das Imperium stetig zunahmen und die Römer mehrere Niederlagen erlitten, nennt er „twenty years of shame and misfortune“. Jacob Burckhardt widmete sich in seinem Klassiker Die Zeit Constantins des Großen (1853) auch den Soldatenkaisern. Burckhardt benutzte zur Charakterisierung dieser Zeit Begriffe wie „Soldatenkaisertum“ und „Krise“; wie Gibbon betrachtete er aber die „illyrischen Kaiser“ als Retter des Imperiums. Der weitgehend negativen Charakterisierung dieser Zeit folgten auch die diversen Kaisergeschichten des späten 19. und frühen 20. Jahrhunderts.
Große Bedeutung für die Fortschritte der Forschung in der ersten Hälfte des 20. Jahrhunderts hatten vor allem drei Gelehrte: Michael Rostovtzeff, Andreas Alföldi und Franz Altheim. So unterschiedlich diese Persönlichkeiten waren – Rostovtzeff war geprägt von den Folgen der Russischen Revolution 1917, Alföldi von der Zeit der Österreichisch-Ungarischen Monarchie; Altheim, eigentlich ein origineller Denker, driftete bald in die nationalsozialistische Ideologie ab –, so unterschiedlich waren auch ihre Forschungsansätze. Rostovtzeff, der die Zeit ab 235 als „Militäranarchie“ charakterisierte (eine in der französischen Forschung heute noch recht geläufige Bezeichnung), ging von einer ökonomisch-sozialen Betrachtungsweise aus und glaubte, einen Antagonismus zwischen der damaligen Stadt- und Landbevölkerung ausmachen zu können. Alföldi veröffentlichte zahlreiche Arbeiten zur Zeit der Reichskrise, darunter zwei maßgebliche Beiträge im 12. Band der alten Cambridge Ancient History, welche seinerzeit einen Meilenstein für die Forschung darstellten und auch heute noch nützlich sind. Alföldi war der Meinung, dass die inneren und äußeren Krisensymptome sich im 3. Jahrhundert zuspitzten und sich niemand fand, der den römischen Staat dagegen schützen konnte. Auch Alföldi sah die illyrischen Kaiser als die Retter des Reiches an, die die notwendigen Reformen in Angriff nahmen. Altheim widmete ebenfalls mehrere Arbeiten den Soldatenkaisern, wobei er den Begriff auch weiten Teilen der Öffentlichkeit geläufiger machte und als Beginn der Epoche das Jahr 193 ansah. In seinem Buch Die Soldatenkaiser (1939), welches durch Gelder der SS-nahen Forschungsanstalt „Das Ahnenerbe“ finanziert wurde, stellte Altheim die These von dem Gegensatz der Regionen in der Zeit der Soldatenkaiser auf; so habe ein illyrisch-germanischer Gegensatz im Heer bestanden. Der Reichsgedanke habe immer mehr Anhänger verloren, bis er in der Zeit des Gallienus wieder stärker zum Tragen kam. Sein „rassenkundlicher Ansatz“ veranlasste Altheim zum Versuch, das „Germanentum“ des Maximinus Thrax nachzuweisen. Dafür wurde er unter anderem von Wilhelm Enßlin kritisiert, der – selbst während der NS-Zeit in Deutschland tätig – danach fragte, welche Rolle dies überhaupt spiele. Altheim, dessen Betrachtungen wie die von Rostovtzeff stark zeitgebunden waren, deutete die Zeit der Soldatenkaiser als den Endpunkt einer langen Zeit der schleichenden Krise, die Rom befallen habe. Der Begriff „Reichskrise“ spielte aber erst in späteren, überarbeiteten Auflagen seines Werks eine Rolle. Trotz vieler problematischer bzw. unhaltbarer Wertungen bleibt es ein Verdienst Altheims, die Randgebiete des Imperiums stärker in die Darstellung einbezogen zu haben.
Auch in der zweiten Hälfte des 20. Jahrhunderts nahm die Beschäftigung mit der Zeit der Reichskrise nicht ab. Maßgebliche Beiträge stammen von Géza Alföldy, der die Ansicht vertritt, dass bei Zeitgenossen ein Krisenbewusstsein greifbar sei, etwa im Werk Herodians; David S. Potter, der meint, dass breite Schichten der Bevölkerung von der Krise wenig betroffen waren und dass viele Reformen der Soldatenkaiser auf die diokletianisch-konstantinische Zeit vorausweisen; Klaus-Peter Johne, der zwischen einer militärischen und einer längerfristigen Krise unterscheidet, sowie Karl Strobel und Christian Witschel. Vor allem Strobel und Witschel kritisierten das traditionelle Krisenmodell, das zur Erklärung der Entwicklungen im 3. Jahrhundert untauglich sei. Eine allumfassende Krise, gar eine „Weltkrise“ (wie eingängig von Alföldi formuliert) habe es nicht gegeben. Sie wiesen darauf hin, dass manche Regionen des Imperiums florierten und von den militärischen Bedrohungen dieser Zeit nicht tangiert wurden. Witschel, der mehrere Krisenmodelle entwarf, vertrat den Standpunkt, dass es zwar lokal und zeitlich begrenzte Krisen gegeben habe, diese aber durch Reformen überwunden worden seien; sie seien letztlich nur ein Abschnitt einer langfristigen Transformation gewesen. Auch Strobel ging von einem Strukturwandel im 3. Jahrhundert aus, bestritt aber die Existenz eines „Krisenbewusstseins“ zur damaligen Zeit, da die Menschen die vielen einzelnen Probleme und regionalen Katastrophen im Unterschied zu späteren Beurteilern nicht zu einem Gesamtbild zusammengefügt hätten. Allerdings vertreten nach wie vor mehrere Forscher (unter anderem Lukas de Blois) einen anderen Ansatz, nämlich den einer umfassenderen Krise, die aber erst um 250 voll ausgebrochen sei.
Traditionell wurde die Zeit der Soldatenkaiser meistens negativ gewertet und in Zusammenhang mit einer Reichskrise gestellt. Manche Gelehrte sahen Zerfallserscheinungen im Inneren, die durch die äußeren Bedrohungen nur verschärft wurden, als Hauptursache (Gibbon, Rostovtzeff), während andere die äußere Bedrohung für ausschlaggebend hielten (Altheim). Derartige monokausale Betrachtungsweisen – ebenso wie die Meinung mehrerer marxistischer Forscher, die inneren Probleme könnten vor allem auf eine „Krise der Sklavenwirtschaft“ zurückgeführt werden – haben sich jedoch als völlig untauglich erwiesen. Seit den 1990er Jahren urteilt man wesentlich differenzierter; die Zeit der Soldatenkaiser wird eher als eine Epoche des Wandels verstanden.
Tatsächlich sind in der modernen Forschung die Gegner und die Befürworter des Krisenbegriffs nicht so weit voneinander entfernt, wie es zunächst den Anschein haben mag. Unbestritten ist, dass manche Regionen während der Zeit der Reichskrise prosperierten, aber auch, dass das Imperium wenigstens zeitweise mit ernsthaften Schwierigkeiten zu kämpfen hatte. Der Unterschied liegt letztendlich in der Gewichtung dieser Aspekte.
Grundlegend für die Beschäftigung mit dem 3. Jahrhundert ist derzeit das 2008 von Klaus-Peter Johne herausgegebene Handbuch Die Zeit der Soldatenkaiser, in dem auf Grundlage der aktuellen Forschung die Quellen sowie die politische Geschichte, die Nachbarvölker des Imperiums, Kultur, Wirtschaft und politische Strukturen behandelt werden.